# Матіас Бое
Матіас Бое  (дан. Mathias Boe, 11 липня 1980) — данський бадмінтоніст, олімпійський медаліст.

## Виступи на Олімпіадах
| Олімпіада   | Дисципліна    | Місце |
| ----------- | ------------- | ----- |
| Лондон 2012 | парний розряд | 2     |
| Ріо 2016    | парний розряд | =9    |